# Sarajevo (magyar film)
A Sarajevo 1940-ben készült magyar filmdráma, rendezője Ráthonyi Ákos. A korszak egyik legjobb első világháborús témájú filmjeként tartják számon.

## Cselekménye
Éva (Tasnády Fekete Mária) és vőlegénye, báró Várnay Miklós (Vértess Lajos) kapitány elutaznak a szarajevói díszszemlére, amelyet Ferenc Ferdinánd tiszteletére rendeznek. Szarajevóban Éva beleszeret Boriszba (Tímár József), egy orosz festőbe és vele megy Oroszországba. Kitör a háború, Borisz bevonul. Éva egyedül marad a rokonok gyűlölete és a falu ellenszenve közepette. A volt vőlegénye, Miklós megsebesül a fronton, és orosz fogságba esik. Miután felgyógyul, megszökik és mint kéregető orosz katona beállít Boriszék kastélyába. Éva felismerve őt, elbújtatja. Amikor Borisz szabadságra jön a harctérről, megmenti a szökevényt és lemond Éváról.

## Szereplők
- Tasnády Fekete Mária – Pogány Éva
- Kiss Ferenc – Sztepán Petrov
- Tímár József – Borisz Boronow
- Vértess Lajos – báró Várnay Miklós főhadnagy
- Berky Lili – nagymama
- Ladomerszky Margit – Alexandra
- Selmeczy Margit – Katja, Borisz unokatestvére
- Keresztessy Mária – Irina
- Orsolya Erzsi – cigányasszony
- Egyed Lenke – Márfa
- Simon Marcsa – szakácsné
- Sitkey Irén – ápolónő
- Gózon Gyula – hadifogoly
- Köpeczi-Boócz Lajos – jegyző
- Szegedi Szabó István – tiszt
- Pethes Ferenc – Grigorij
- Földényi László – magyar tiszt I.
- Vessely Pál – magyar tiszt II.
- Dévényi László – Iljosa
- Gárday Lajos – orosz őrmester
- Kompóthy Gyula
- Gonda György – orosz katona
- Vándory Gusztáv – katonaorvos
- Hidassy Sándor – Ivanovszki
- Lázár Tihamér – orosz tiszt I.
- Antók Ferenc – orosz tiszt II.
- Kőmíves Sándor – orosz tiszt III.
- Pethő Zoltán – orosz katona IV.
- Mátray József – katona a sorozáson
- Szabó Ferenc – Vaszilij

## Kapcsolódó szócikk
- Ott, ahol a Dnyeszter vize zúg